# Elsa Hosk
Elsa Anna Sofie Hosk (7 november 1988) is een Zweeds model. Ze heeft advertenties gedaan voor een aantal grote merken, waaronder Dior, Dolce & Gabbana, Ungaro, Guess, Levi's, H&M en andere. 
Ook heeft ze op de covers gestaan van verschillende modebladen, waaronder Elle en Cosmopolitan.Els
Hosk liep in 2005 al mee in shows van Christian Dior. In 2011, 2012, 2013 en 2014 liep ze mee in de Victoria's Secret Fashion Show. Hosk was ook regelmatig te zien in advertentiecampagnes van het merk, vooral voor subdivisie PINK. Vanaf 2014 hoort ze officieel bij de Victoria's Secret Angels.
Hosk was aanvoerder van een professioneel basketbalteam in Zweden, maar stopte hiermee vanwege een gebrek aan tijd. Daarna heeft ze zich volledig op een carrière als model gericht.
Elsa Hosk staat op de vijftiende plaats in de lijst van Top Sexiest Models van models.com.

## Carrière
Hosk kreeg tijdens haar middelbareschooltijd aanbiedingen om foto's in te sturen als model. Haar vader stuurde foto's naar modellenbureaus toen ze dertien jaar was. Een jaar later begon ze als model.
Na haar eindexamen besloot Hosk om een carrière als professioneel basketballer te starten in de Zweedse competitie. Na twee jaar gespeeld te hebben, kreeg ze diverse aanbiedingen om als model te komen werken. Door een gebrek aan tijd moest Hosk de basketbalsport verlaten, en ze verhuisde naar New York om daar als model verder te gaan.

## Privéleven
Elsa vertelde in 2019 dat ze in haar late tienerjaren een alcoholist was. Sinds haar 20ste drinkt ze niet meer. In september 2020 maakte Elsa Hosk bekend dat zij in verwachting was van haar eerste kindje samen met haar vriend Tom Daly.